# Николаевка (Большеберезниковский район)
 Николаевка  — село в Большеберезниковском районе Мордовии в составе Большеберезниковского сельского поселения.

## География
Находится на правобережье Суры на расстоянии примерно 3 километров по прямой на юго-восток от районного центра села Большие Березники.

## История
Упоминается с 1863 года как деревня владельческая из 26 дворов. В советское время работали колхозы «Красный лук», им. 20 партсъезда, «Заря коммунизма». В настоящее время общественного производства в селе нет. Население живёт выращиванием лука.

## Население
| 2002 | 2010 |
| ---- | ---- |
| 148  | ↘94  |

Постоянное население составляло 148 человек (русские 97 %) в 2002 году, 94 в 2010 году.